# Медаль Національної оборони (Франція)
Медаль Національної оборони (фр. Médaille de la Défense nationale) — французький військовий орден. Засновано 21 квітня 1982 року міністром оборони Франції Шарлем Ерню. Нагороджуються французькі військовослужбовці за участь в оперативній роботі, пов'язаній з безпекою в області оборони країни (у вигляді винятків нагороду можуть отримати і іноземні військовослужбовці). Медаль присуджують у трьох класах: «В золоті», «В сріблі» та «В бронзі».

## Опис медалі
Медаль круглої форми, в діаметрі 36 мм, матеріал виготовлення «в бронзі» — бронза або позолочена бронза, «в сріблі» — посріблена бронза, «в золоті» — позолочена бронза (відмінність між медаллю «в бронзі» і «в золоті» колірна гамма стрічки). Аверс: зображення символу французької революції Маріанни, надпис — REPUBLIQUE FRANCAISE (фр. РЕСПУБЛІКА ФРАНЦІЯ). Реверс: зображення фригійського ковпака на тлі лаврової гілки, надпис DEFENSE NATIONALE • ARMEE NATION (фр. НАЦІОНАЛЬНА АРМІЯ • АРМІЯ НАЦІЇ). Стрічка: ширина 36 мм, «В бронзі» — двоколірна гамма виконання (в червоно-темно-синьому Трьохсмуговому кольорі), «в сріблі» триколірна гамма виконання (в червоно-темно-синьо-білому П'ятиполосному кольорі), «в золоті» триколірна гамма виконання (в червоному-темно-синьо-жовтому п'ятиполосному кольорі).
| «В золоті»                                   | «В сріблі»                             | «В бронзі»                 |  | Реверс                    |
| -------------------------------------------- | -------------------------------------- | -------------------------- |  | ------------------------- |
|                                              |                                        |                            |  |                           |
|                                              |                                        |                            |  |                           |
| З написами: AIR FORCE and INTERSERVICES POST | З написами: FRENCH NAVY and SUBMARINES | З написом: AIRBORNE TROOPS |  | Однаковий реверс для всіх |

## Умови отримання
Для отримання нагороди необхідно виконати певні вимоги по тимчасовій і бальній шкалі:
- «В бронзі» — 1 рік оперативної служби і 90 балів
- «В сріблі» — 5 років оперативної служби (не менше двох років оперативної роботи при наявності бронзового класу) і 600 балів.
- «В золоті» — 10 років оперативної роботи (не менше двох років оперативної роботи при наявності срібного класу) і 800 балів.

Квота для отримання медалей «в сріблі» і «в золоті» встановлюється щорічно міністром оборони Франції. Виняткові обставини для отримання нагороди
- поранення або смерть під час оперативної роботи.
- за високу відзнаку під час оперативної роботи.
- за надання неоціненних послуг, пов'язаних з безпекою оборони країни.